# Sosicrate
Pour le poète comique, voir Sosicrate (poète comique).
Sosicrate de Rhodes (en grec ancien : Σωσικράτης) est un historien et doxographe de la Grèce antique.

## Biographie
Sosicrate est né à Rhodes ; il est actif au cours de la première moitié du IIe siècle av. J.-C.
Il est l'auteur d'un recueil d'anecdotes sur les philosophes antiques titré Les Successions des philosophes, composé d'au moins trois livres, utilisé par Diogène Laërce et Athénée. Les dix-sept fragments conservés ont été rassemblés et édités par Rosa Giannattasio Andria. Il s'intéresse en particulier aux ouvrages attribués aux philosophes et se montre souvent critique quant à leur attribution ; ainsi, il considère que les ouvrages attribués à Diogène de Sinope sont apocryphes (Diogène Laerce, VI, 80), que, parmi les œuvres d'Ariston de Chios, seules les lettres sont de lui (Diogène Laerce, VII, 163), ou avance qu'Aristippe de Cyrène n'a rien écrit (Diogène Laerce II, 84).
Il est souvent assimilé à l'auteur homonyme et contemporain d'une Histoire de la Crète, dont les fragments ont été rassemblés sous le numéro 461 des Fragmente der griechischen Historiker de Felix Jacoby. Son travail présente des détails originaux sur la géographie, la société et la religion crétoise. L'ouvrage était apprécié par Apollodore d'Athènes (Strabon, X, 4, 3).